# GJB2
GJB2‏ (Gap junction protein beta 2) هوَ بروتين يُشَفر بواسطة جين GJB2 في الإنسان.